# إي. في. غوردون
إي. في. غوردون (بالفرنسية: E. V. Gordon)‏ (و. 1896 – 1938 م) هو لغوي كندي، ولد في سالمون آرم، كولومبيا البريطانية، توفي في مانشستر، عن عمر يناهز 42 عاماً.

## التعليم
تعلم في كلية أكسفورد الجامعية، وجامعة مكغيل.